# George Lee
Pour les articles homonymes, voir Lee.
George Lee, né le 23 novembre 1936, à Highland Park, au Michigan, est un ancien joueur et entraîneur américain de basket-ball. Il évolue aux postes d'arrière et d'ailier.